# گربه خلیجی
گربه خلیجی (نام علمی: Catopuma badia) نام یک گونه از زیرخانواده گربه‌ایان کوچک است.